# عظاءات ساتورنية
عظاءات ساتورنية (الاسم العلمي:†Saturnaliinae) هي أسرة منقرضة من الزواحف تتبع فصيلة عظايا غوايبا من رتبة شبيهات عظائيات الأرجل. تواجدت في البرازيل والأرجنتين. حدد مارتن إزكورا في عام 2010 هذه التحت فصيلة على أنها تحتوي على جنسي الساتورنية وعظاءة الوادي الملون والتي أشارت العديد من الدراسات على أنهما أقرباء. على الرغم من أنها في بعض الأحيان تكون تحت فصيلة داخل فصيلة عظايا غوايبا، فقد وجدت دراسات أخرى أن العظاءات الساتورنية يشكلون سلالة مستقلة عند قاعدة شجرة شبيهات عظائيات الأرجل. استعاد لانجر وزملاؤه (2019) جنسا رَكّاض البامبا والبانفاجيا (عظاءة المنهومة) كأقارب للساتورنية وعظاءة الوادي الملون مما رفع العظاءات الساتورنية إلى مرتبة فصيلة العظايا الساتورنية. واستعادوا عظاءة غوايبا باعتبارها من وحشيات الأرجل القاعدية.